# Hamataliwa ignifuga
Hamataliwa ignifuga là một loài nhện trong họ Oxyopidae.
Loài này thuộc chi Hamataliwa. Hamataliwa ignifuga được Christa L. Deeleman-Reinhold miêu tả năm 2009.